# آيت هلال (سكورة)
آيت هلال هو دُوَّار يقع بجماعة تنانت، إقليم أزيلال، جهة بني ملال خنيفرة في المملكة المغربية. ينتمي الدوّار لمشيخة سكورة التي تضم 5 دواوير. يقدر عدد سكانه بـ 255 نسمة حسب الإحصاء الرسمي للسكان والسكنى لسنة 2004.

## وصلات خارجية
- البوابة الوطنية للجماعات الترابية
- المندوبية السامية للتخطيط